# Admaston-Bromley
Admaston-Bromley to gmina (ang. township) w Kanadzie, w prowincji Ontario, w hrabstwie Renfrew.
Powierzchnia Admaston-Bromley to 520,51 km².
Według danych spisu powszechnego z roku 2001 Admaston-Bromley liczy 2824 mieszkańców (5,43 os./km²).

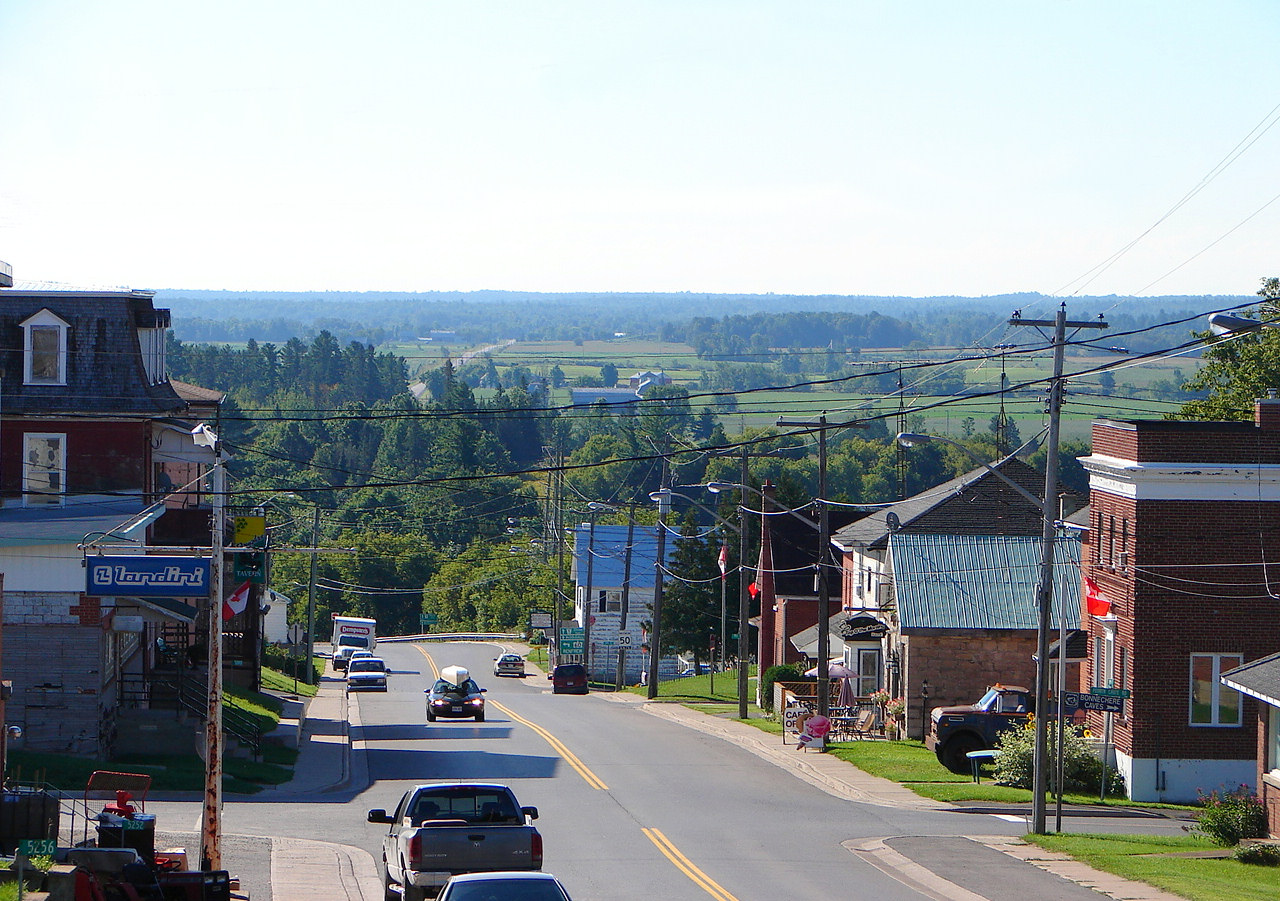
Douglas
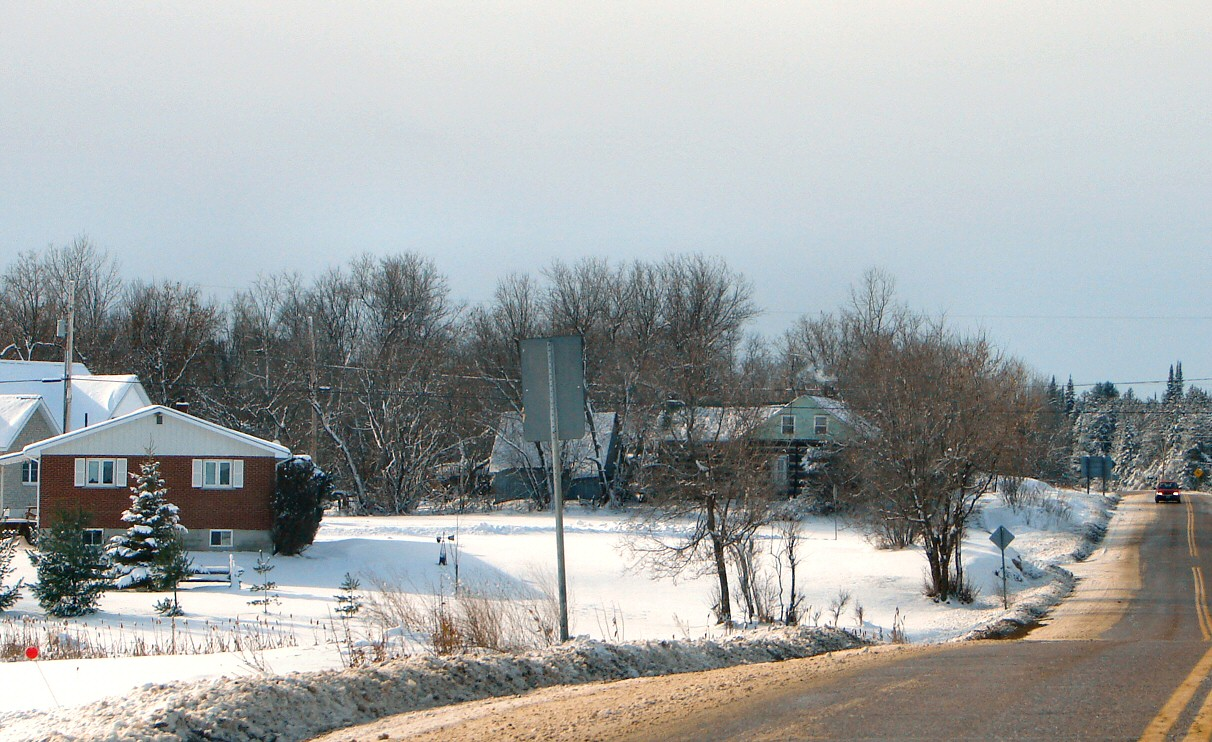
Hamlet of Shamrock